# Tipula fortior
Tipula fortior är en tvåvingeart. Tipula fortior ingår i släktet Tipula och familjen storharkrankar.

## Underarter
Arten delas in i följande underarter:
- T. f. arepuchoensis
- T. f. fortior
- T. f. klausma